# Supercoppa d'Irlanda 2022
La Supercoppa d'Irlanda 2022 è stata la nona edizione del torneo che si è disputata l'11 febbraio 2022 tra lo Shamrock Rovers, squadra campione della Premier Division 2021 e il St Patrick's vincitore della FAI Cup 2021. Lo Shamrock Rovers ha conquistato il trofeo per la prima volta nella sua storia.

## Tabellino
| Arbitro: | Rob Harvey |

|                                  |                      |                                              |
| Finn 67’                         | Marcatori            | 50’ E. Doyle                                 |
| Towell Burke Hoare O'Neill Byrne | Tiri di rigore 5 – 4 | E. Doyle M. Doyle Forrester Owolabi O'Reilly |